# 青春 (松山千春の曲)
「青春」（せいしゅん）は、松山千春が1978年4月25日にリリースした4枚目のシングルである。

## 解説
続編としてシングル「季節の中で」のB面「青春II」（のち1979年に高田みづえがシングル曲でカバー）がある。
B面「MY自転車」は『起承転結』に収録されず、未CD化の状態が長く続いたが、1996年発売のベスト・アルバム『ANTHOLOGY 〜SINGLE COLLECTION〜』で初CD化された。

## 収録曲
| 全作詞・作曲: 松山千春。 |              |           |            |          |      |
| #                        | タイトル     | 作詞      | 作曲・編曲 | 編曲     | 時間 |
| 1.                       | 「青春」     | 松山千春  | 松山千春   | 松井忠重 | 3:21 |
| 2.                       | 「MY自転車」 | 松山千春  | 松山千春   | 清須邦義 | 3:22 |
| 合計時間:                | 合計時間:    | 合計時間: | 6:43       |          |      |